# Zamboque
Zamboque é o nome comum, dado no Brasil, à subespécie de peixe Tylosurus crocodilus crocodilus.